# Cyornis rubeculoides
El papamoscas gorgiazul (Cyornis rubeculoides) es una especie de ave paseriforme de la familia Muscicapidae propia de la región indomalaya.

## Descripción

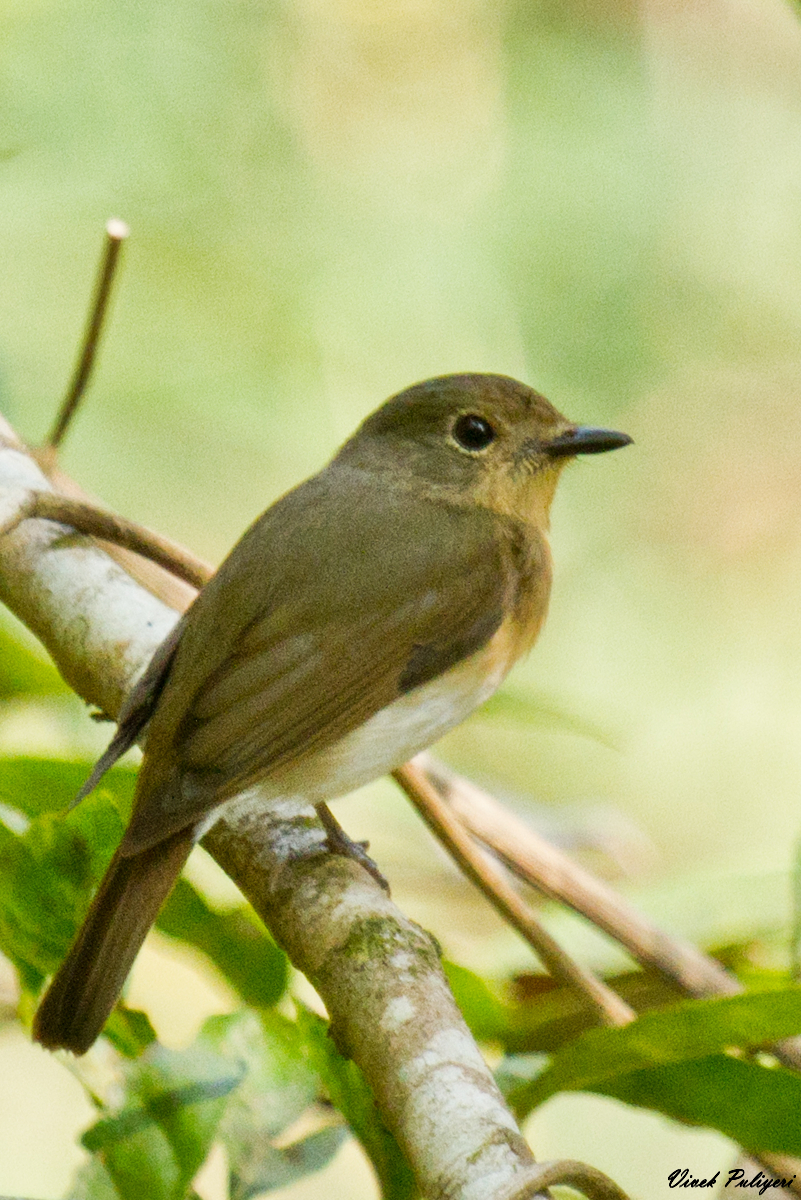
La hembra tiene la garganta anaranjada, a diferencia del macho que la tiene azul.

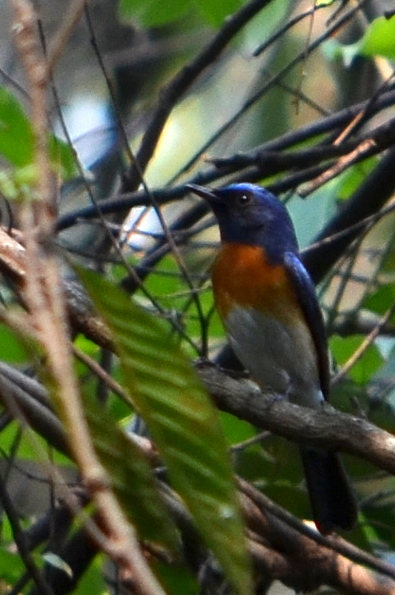
Macho cerca de Mizoram.

El macho tiene la cabeza y partes superiores de color azul, salvo las plumas de vuelo que son grises. Su pecho es anaranjado y su vientre blanco. Se parece al papamoscas de Tickell, pero se diferencia fácilmente de él por tener la garganta azul. La hembra es menos llamativa, tiene las partes superiores de tonos pardo grisáceos y el vientre blanquecino. Su pecho también es anaranjado pero con un tono más apagado, y a diferencia del macho este color se extiende a la garganta.

## Distribución y hábitat
Se encuentra en el norte, este y sur del subcontinente indio, desplazándose desde el Himalaya, a los Ghats occidentales en invierno. Además de la India, se extiende por Bangladés, llegando a los montes de Rakáin y Tenasserim de Birmania y Tailandia. Su hábitat natural son los bosques tropicales y tropicales y las zonas de matorral.